# Marko Echeverria
Pour les articles homonymes, voir Echeverria.
 (mars 2012).
Si vous disposez d'ouvrages ou d'articles de référence ou si vous connaissez des sites web de qualité traitant du thème abordé ici, merci de compléter l'article en donnant les références utiles à sa vérifiabilité et en les liant à la section « Notes et références ».
Marko Echeverria est un artiste plasticien chilien né en 1966 à Santiago.

## Biographie
Marko Echeverria vit et travaille dans la région parisienne.
Après une solide formation aux beaux-arts dans son pays d’origine et en France, suivie des années de pratique d’atelier dans les domaines de la peinture et la gravure, tout en exerçant l’office de décorateur pour le cinéma et la télévision, M. Echeverria décide orienter sa pratique vers les nouvelles technologies s’intéressant aux multiples possibilités du numérique et particulièrement à la post-production et aux logiciels d’effets spéciaux.
Depuis 1997 M. Echeverria est président de l’association culturelle de l’atelier Oblik, collectif d’art contemporain. Depuis septembre 2000, il est enseignant en arts plastiques à l’École des Beaux-Arts de la ville de Clichy, la maison d’arrêt des Hauts-de-Seine, et pour plusieurs communes en tant que créateur et gestionnaire de projets socioculturelles d’arts plastiques participatifs.

## Expositions personnelles ou collectives
- 2004-2005
  - « Nuit Blanche », Clichy - création et direction d’intervention multimédia: vidéo, dessin interactif, vidéo jockey, son[3].
- 2006
  - « L’oiseau Arkentiel » spectacle musical interactif, Paris - créations en dessin d’animation numérique et vidéo interactive
- 2007
  - Événement SAGE – Institut du monde arabe, Paris - création et direction d’intervention multimédia: dispositif vidéo et dessin interactif.
  - Événement Crédit Agricole Asset Management (show case), Paris - créations vidéo, dessin interactif et vidéo jockey.
- 2008
  - Exposition « Le visage qui s’efface », Hôtel des Arts, Toulon - exposition d’une suite d’œuvres numériques sur format vidéo.
- 2009
  - Exposition « Allende », Musée d’art et d’histoire de Saint-Denis - exposition d’une œuvre sur format vidéo et des impressions numériques.
- 2010
  - Exposition « Transparence », Galerie Univer / Colette Colla, Paris - exposition d’une suite d’œuvres numériques sur format vidéo et des impressions numériques[4].
  - Exposition « La promesse d’une ville », Galerie Univer / Colette Colla, Paris et Galerie « l’écu d’or », Viroflay - exposition d’une suite d’œuvres numériques sur format vidéo et des impressions numériques.
- 2011
  - « Emouvantes pyrotechnies » : exposition personnelle a la Galerie Univer / Colette Colla, Paris - exposition d’une suite d’œuvres numériques sur format vidéo et sous cadre, sculpture – vidéo et projections[5].
  - « La Rosa… » – créations visuelles sous forme de vidéos pour la création musicale du compositeur Martin Matalon (d’après des textes de Jorge Luis Borges) dans le cadre du festival d’ile de France, Paris (créations en dessin numérique sous format vidéo)[6]
  - « Paysages passagers » – créations multimédia sous forme de tableaux vidéo pour l’inauguration de la nouvelle station de métro Franklin D. Roosevelt, Paris[7].
  - « Nuit Blanche », Clichy - création et direction d’intervention multimédia: vidéo installation, son[8].